# Horatio Torromé
Horatio Tertuliano Torromé, född 1861 i Rio de Janeiro, Brasilien, död 16 september 1920 i Willesden, Middlesex, Storbritannien, var en argentinsk-brittisk konståkare. Torromé var son till en argentinsk far och en brasiliansk mor. Familjen flyttade till London, kort efter hans födelse. Han kom sjua vid olympiska spelen 1908 i London i singel herrar, som representant för Argentina. Han var även domare i samma olympiad i paråkningen.